# سو (سلسلة أفلام)
سو (بالإنجليزية: Saw)‏ هي سلسلة أمريكية للرعب تم إنشاؤه بواسطة James Wan و Leigh Whannell. تتكون من عشرة افلام طويلة ووسائط إضافية.
تدور السلسلة بشكل أساسي حول John Kramer، ويسمى أيضًا "Jigsaw Killer" أو ببساطة "Jigsaw". تم تقديمه لفترة وجيزة في Saw وتم تطويره بمزيد من التفاصيل في Saw II والأفلام اللاحقة. وبدلاً من قتل ضحاياه على الفور، يحاصرهم كرامر في مواقف يسميها «اختبارات» أو «ألعاب» لاختبار رغبتهم في العيش تحت التعذيب الجسدي أو النفسي ويعتقد أنهم إذا نجوا، فسيتم «إعادة تأهيلهم». على الرغم من حقيقة أن Kramer قُتل في Saw III ، تستمر الأفلام في التركيز على التأثير بعد وفاته لـ Jigsaw Killer ومتدربيه من خلال استكشاف شخصيته عبر ذكريات الماضي.
في عام 2003، أنتج وان و Whannell فيلمًا قصيرًا للمساعدة في عرض مفهوم فيلم روائي طويل محتمل. كان عرضهم ناجحًا في النهاية، وفي عام 2004، ظهرت الدفعة الأولى لأول مرة في مهرجان صندانس السينمائي. تم إصدار الفيلم بطريقة مسرحية في شهر أكتوبر من قبل Lionsgate. تمت إضاءة الجزء الأول من السلسلة على الفور بعد الافتتاح الناجح للفيلم في عطلة نهاية الأسبوع. عمل خمسة مخرجين في المسلسل هم: وان، دارين لين بوسمان، ديفيد هاكل، كيفن غروترت، وسبيرج براذرز، في حين كتب وانيل، وبوسمان، وباتريك ميلتون، وماركوس دنستان، وجوش ستولبرغ، وبيتر غولدفينجر سيناريوهات لأفلام منفصلة في المسلسل. تم إصدار كل فيلم لاحقًا في شهر أكتوبر من كل عام، في يوم الجمعة قبل الهالوين، بين عامي 2004 و 2010. ظل كل من المبدعين مع الامتياز كمنتجين تنفيذيين.
في 22 يوليو 2010، أكد منتج الامتياز مارك بورغ أن الفيلم السابع، Saw 3D، هو الدفعة الأخيرة من السلسلة. في عام 2012، ورد أن Lionsgate أعربت عن رغبتها في استمرار الامتياز مع إعادة التشغيل. في نوفمبر 2013، أفيد أنهم كانوا يعملون بنشاط على تطوير تكملة. تم إصدار الفيلم الثامن، Jigsaw، في نهاية المطاف في أكتوبر 2017. في عام 2019، تم الإعلان عن الفيلم التاسع، Spiral، مع الممثل الكوميدي والممثل كريس روك المرتبط بالنجم والإنتاج والمشاركة في الكتابة.
حققت السلسلة أكثر من مليار دولار من شباك التذاكر ومبيعات التجزئة بحلول عام 2009، وحققت الأفلام مجتمعة أكثر من 976 مليون دولار في شباك التذاكر في جميع أنحاء العالم اعتبارًا من عام 2018. تلقت سلسلة الأفلام ككل مراجعات مختلطة إلى سلبية في الغالب من قبل النقاد، لكنها حققت نجاحًا ماليًا في شباك التذاكر وهي واحدة من أعلى امتيازات أفلام الرعب في كل العصور. في حين تم تصنيف الأفلام على أنها إباحية تعذيب من قبل بعض النقاد، يختلف مبدعو Saw مع هذا المصطلح.
من المقرر صدور الجزء العاشر من ضمن سلسلة سو في السابع و العشرين من شهر اكتوبر 2023 ، من إخراج كيفين غيروترت و بطولة توبين بل ، سينوف ماكودي لوند ، ستيفن براند و مايكل بيتش . 

## روابط خارجية
- سو على موقع روتن توميتوز (الإنجليزية)